# Сражение при Фербеллине (1675)
Сражение при Фербеллине (нем. Schlacht bei Fehrbellin) — сражение, состоявшееся 18 (28) июня 1675 год между шведскими и бранденбургскими войсками у немецкого города Фербеллин в ходе шведско-бранденбургской и Голландской войн и окончившееся решительной победой бранденбургских войск. Сражение является этапным в истории Германии.
До 1675 года Швеция и Бранденбург были союзниками в войнах против Польши. Однако на третьем году Франко-голландской войны, в которой Голландию поддержали Священная Римская империя, Испания и Бранденбург, молодой шведский король Карл XI принял сторону французского короля Людовика XIV. Шведское правительство рассчитывало расширить континентальные владения за счёт Бранденбурга в отсутствие курфюрста Фридриха Вильгельма, ушедшего защищать свои западные территории (герцогство Клеве, графство Марк и поместья Равенсберга).

## Накануне сражения
Французы своим вторжением в Рейнский Пфальц в 1674 году возобновили только что оконченную войну в Германии, чем вынудили курфюрста Фридриха Вильгельма соединить свои войска (около 20 000) на Рейне с армиями Императора, Испании и Голландии. Пользуясь этим, Людовик XIV склонил шведов, своих союзников, вторгнуться в Бранденбург. В ноябре 1674 года войска шведского фельдмаршала графа Вольмара Врангеля (сводного брата Карла Густава Врангеля) двинулись из Померании и Мекленбурга в Укеермарк, разогнали милицию, опустошили страну и расположились в Бранденбурге.
Когда Фридрих Вильгельм узнал о нападении и оккупации значительной части своего государства, он отдал приказ форсированным маршем вернуться из Нидерландов в Бранденбург, бросив магазины и не дожидаясь союзников. Этот 250-километровый марш, совершённый всего за 2 недели, стал одним из наиболее протяжённых пеших переходов в военной истории. Продовольствие в отсутствие армейских магазинов бранденбуржцы покупали у местных жителей. Мародёрство было строго запрещено. 11 (21) июня 1675 года он прибыл в Магдебург, где собрал своё войско — 5600 всадников, 1000 отборной пехоты, 13 орудий и 146 повозок с лодками. 12 июня с наступлением ночи он переправился через Эльбу и просёлочными дорогами, несмотря на дождливую погоду достиг 14 июня местечка Ратенов, где стоял шведский драгунский полк.
Для шведов возвращение курфюрста с армией стало полной неожиданностью. Занимая бранденбургские местечки, скандинавы распылили свои силы. Правильно оценивший обстановку Фридрих Вильгельм отдал приказ 69-летнему фельдмаршалу Дерфлингеру занять город Ратенов, располагающийся в центре занятой шведами территории, чтобы разделить шведские войска на две примерно равные части.
Разведчики курфюрста убедили верных ему чиновников городского магистрата устроить хлебосольный банкет для шведских офицеров. Когда гарнизон изрядно опьянел, прошедший огонь, воду и медные трубы Тридцатилетней войны Дерфлингер, переодевшийся шведским офицером, убедил часовых открыть городские ворота для встречи якобы шведского отряда. Как только ворота были открыты, в город ворвались 1000 немецких драгун, а затем вошли пехотные части курфюрста. Немцы овладели городом, а также предместьями города Бранденбург, помимо этого они захватили множество артиллерийских лошадей.
Изгнание шведских войск из Ратенова сделало уязвимой всю шведскую линию обороны в лагере у Бранденбурга. Устрашённый этим, командующий шведским отрядом, расположенным в лагере при Бранденбурге, отступил в Барневиц, чтобы восстановить сообщение со Врангелем в Хафельберге, прервавшееся после занятия Ратенова. Фридрих Вильгельм предполагал сначала дождаться в теснине перед Хафельбергом пехоту, двигающуюся ему на помощь из Магдебурга, но, узнав об отходе шведов, он оставил в Ратенове 500 человек пехоты и двинулся вслед за отступающим неприятелем по дороге к Фербеллину, оставив за наблюдением за главными силами неприятеля у Хафельберга небольшой отряд.
17 июня бранденбуржцы настигли шведский арьергард, состоящий из 1000 всадников у плотины перед Науэном, напали на него и нанесли огромный урон. Однако на другой стороне плотины шведы заняли настолько хорошо укреплённую позицию, что без пехоты взять её было невозможно. Тем не менее шведы не стали дожидаться подхода немецкой пехоты и в ночь на 18 июня отправились далее к Фербеллину.
Принц Гессен-Гомбургский получил приказание от курфюрста с 1600 всадниками преследовать шведов, задерживая их постоянными нападениями, но не вступая в сражения. При выходе на Фербеллинскую равнину шведские войска, узнав, что бранденбуржцы в их тылу разрушили переправы через реку Рин, решились дать сражение. Они выбрали позицию между деревнями Гекельберг и Торнов, уперев левый фланг, расположенный на пологих высотах в первую из этих деревень и болото Рина. Позади них имелось ещё одно болото, а впереди открытое поле. Правый фланг, состоявший из пехоты с артиллерией, упирался в деревню Дехтов и дубовую рощу, располагающуюся у неё и заняв высоты, господствующие над всей местностью.

## Ход сражения
Курфюрст, узнав о намерении шведов защищаться, собрал военный совет, на котором принималось решение об атаке. Силы шведов состояли из 7000 пехоты, 800 драгун и 10 орудий. Большинство на совете высказалось против нападения, но курфюрст, расстроенный разорением его земель и зная о том, что шведы, не имея главнокомандующего, упали духом, при полной поддержке Дерфлингера принял решение немедленно атаковать противника.
1-ю атаку было предложено провести по правому флангу шведов, где разгорячённый принц Гессен-Гомбургский слишком рано атаковал противника и мог быть подавлен многочисленностью шведов. С высот у Дехтова шведы обстреливали артиллерией развёртывающуюся конницу бранденбуржцев. Но курфюрст, заметив песчаный холм, не занятый шведами, тотчас послал на него один драгунский полк и батарею, которая с успехом стала действовать во фланг шведской пехоты. Около полудня немецкие орудия открыли огонь по шведским позициям и нанесли им тяжёлые потери на правом крыле. Шведы, из-за болотистой местности не имевшие возможности маневрировать численно большей артиллерией, несколько раз пытались отобрать контроль над холмами, но были отброшены назад.
В то же время на другом фланге горел не менее жаркий бой, куда Фридрих Вильгельм отправился с 4 кавалерийскими полками, опрокинув вражескую кавалерию на её собственную пехоту, и принудил неприятеля отступить к Фербеллину. Войска Фридриха Вильгельма перешли в наступление против расстроенного правого крыла шведов, заставив шведскую конницу бежать и обнажив фланг пехотной позиции, на который устремилась бранденбургская кавалерия. Преследуемая справа немецкой кавалерией армия шведов вынуждена была отступать к ремонтируемому мосту. Отступление шведов было проведено в полном порядке: их левый фланг был прикрыт болотами, а правый храбро отражал непрерывные атаки бранденбуржцев. Недостаток пехоты у Фридриха Вильгельма не позволил ему занять Фербеллин до прихода туда шведов, что спасло последних от полного истребления. В наскоро устроенном укреплении в деревне Фельдберг они удержались, отремонтировали в течение ночи Ринский мост и сумели перевести по нему большую часть своей армии на другой берег реки.
На следующее утро Дерфлингер с 400 всадниками появился перед Ринским мостом. Стоявшие перед ним в арьергарде 2 шведских батальона переправились через Рин и сожгли за собой мост. Немцам достались большое число пленных, 8 знамён и 2 штандарта, 8 орудий, 200 повозок и около 1000 голов скота. Шведы потеряли около 3000 человек, 1500 из них убитыми. Бранденбуржцы — лишь только 200 человек убитыми и ранеными.
19 июня Фридрих Вильгельм велел исправить мост, переправился через Рин и продолжил преследовать неприятеля, вытеснив его в Мекленбург и в скором времени освободил весь Бранденбург.

## Историческое значение сражения
Сражение при Фербеллине, имевшее второстепенное значение на фоне общеевропейской войны, развернувшейся против французской агрессии, имело огромное психологическое воздействие. Фридрих Вильгельм получил почётное прозвище «Великий курфюрст», а его армия, которую Дерфлингер привёл к победе, стала ядром будущей прусской армии. День 18 июня был объявлен государственным праздником, который отмечался в Германии до 1914 года. Ореол непобедимости шведов, сложившийся во время Тридцатилетней войны, был развеян. Вскоре против Швеции на стороне германо-испанской коалиции выступила Дания, начавшая так называемую Сконскую войну.
Вокруг сражения при Фербеллине построен сюжет драмы Генриха фон Клейста «Принц Фридрих Гомбургский».